# Châtelet (Paris)

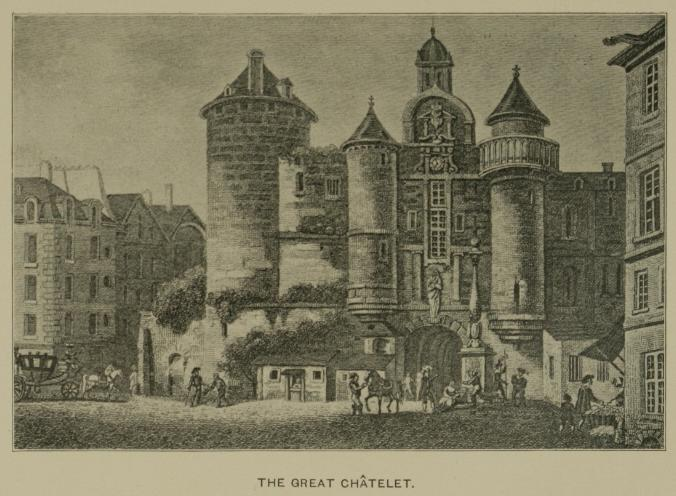
Le grand Châtelet, Rekonstruktionszeichnung 1897

Die beiden Châtelets in Paris waren Kastellburgen, die im Mittelalter die Brücken über die Seine sicherten. Das Wort châtelet [ʃɑtlɛ] stammt von lateinisch castrum („Kastell“, „Burg“) und bezeichnet „un petit château fort“ (eine kleine Burg) an einem Verkehrsweg.
Bis zum 9. Jahrhundert besaß Paris lediglich eine hölzerne Stadtbefestigung auf der Île de la Cité. Die zwei Brücken, die die Insel mit dem Festland verbanden, wurden von alters her durch Türme gesichert.
Als nach dem Ende der Normannenüberfälle (Ende des 9. Jahrhunderts) die römische Steinbrücke (heute Pont Notre-Dame) durch eine neue Brücke 150 Meter flussabwärts ersetzt wurde, der Grand Pont (heute Pont au Change), bekam dieser Neubau ein Kastell, das Grand Châtelet genannt wurde – im Gegensatz zum Petit Châtelet, das für die Sicherheit des Petit Pont zuständig war.
Drei Jahrhunderte später, Ende des 12. Jahrhunderts, ließ König Philipp August seine Stadtmauer bauen, wodurch die Sicherungsaufgabe der Châtelets entfiel. Der König ließ das Grand Châtelet nun renovieren und wies es dem Prévôt de Paris, dem königlichen Stadtvogt, und seiner Justizverwaltung als Amtssitz zu. Beide Gebäude dienten in den Folgejahren als Gefängnis.
Während das Petit Châtelet in Wahrheit lediglich ein mit zwei Türmen flankiertes Tor war (es wurde 1780 abgerissen und als Gefängnis durch das Prison de la Force ersetzt), war das Grand Châtelet ein fast quadratischer Bau, hatte einen Hof in der Mitte, sowie zwei Türme Richtung Vorstadt.

## Das Grand Châtelet als Gefängnis
„Das Grand-Châtelet war nach dem Galgen von Montfaucon das unheimlichste Bauwerk in Paris, sowohl aufgrund seiner Physiognomie und seiner Bestimmung als auch aufgrund seiner Nachbarschaft, die diesen Bezirk zum übelriechendsten Gebiet der Hauptstadt machte.“.
Im Mai 1783 zählte man im Grand Châtelet 305 Gefangene, im Mai 1790 350, die als gefährliche Kriminelle galten – als am 13. Juli 1789 die Gefängnisse gestürmt wurden, machte man um das Châtelet einen Bogen.
Am 25. August 1790 wurde der Gerichtshof im Châtelet aufgelöst, seine Arbeit endete am 24. Januar 1791. Das Gefängnis jedoch blieb erhalten. Bei den Septembermorden 1792 befanden sich 269 Gefangene im Châtelet, von denen 215 bis 220 getötet wurden – alles zweifelsfrei Kriminelle, die mit den Adelsverschwörungen der Zeit nichts zu tun hatten.
Das Grand Châtelet wurde 1802 auf Befehl Napoleon Bonapartes abgerissen. Die Baulücke, die der Abriss hinterließ, wurde genutzt, um die Place du Châtelet anzulegen.

### Die Gefängniszellen (Les géôles)
Die Gefängniszellen in östlichen Teil des Châtelets wurden in zwei Kategorien unterteilt: die Gemeinschaftsräume im Obergeschoss, die als "geheim" bezeichnet wurden, und die Zellen in den Kellern. Während der Besetzung von Paris durch die Engländer listet eine Verordnung von Heinrich VI. von England von Mai 1425 die Zellen auf. Die ersten zehn hießen Les Chaînes, Beauvoir, Motte, Salle, Boucheries, Beaumont, Grièche, Beauvais, Barbarie und Gloriette. Die folgenden hießen Le Puits, les Oubliettes, l'Entre-deux-huis, la Gourdaine und le Cerceau (der Brunnenschacht, die Vergessenen, das zwischen Tür und Angel, der Nachen, der Bogen). Schließlich die letzten beiden, die besonders grausam waren:
- Die Grube, auch Chausse hypocras („Hose des Hippokrates“) genannt, in die die Gefangenen mit einer Riemenscheibe abgesenkt wurden.[4] Sie scheint die Form eines umgedrehten Kegels gehabt zu haben: die Gefangenen hatten ihre Füße permanent im Wasser und konnten weder stehen noch sich hinlegen, man starb dort normalerweise innerhalb von zwei Wochen.
- Fin d'aise (Ende der Bequemlichkeit), die mit Müll und Reptilien gefüllt war. 1377 wurde hier Honoré Paulard hinabgelassen, ein Pariser Bürger, der angeklagt war, seine Eltern, seine Schwestern und drei weitere Personen vergiftet zu haben, um an deren Erbe zu gelangen; er starb innerhalb eines Monats[5].

Für die Haft hier gab es einen Tarif. Gefangene mussten z. B. für ihre Inhaftierung pro Nacht zahlen, sowie einen Zuschlag, um ein Bett zu bekommen. Der Tarif variierte je nach Stand: „Graf, Bannerherr, Ritter, Knappe, Lombarde (italienischer Geldverleiher), Jude und andere“.

### Das Leichenschauhaus (La morgue)
Im 16. Jahrhundert bedeutete morgue „Gesicht“ im Sinne von „Miene“, „Gesichtsausdruck“: Die Gefangenen, die in die unteren Zellen des Châtelet gebracht wurden, wurden von ihren Gefängniswärtern „heimgesucht“, d. h., sie wurden beharrlich angestarrt, um sie im Falle einer Flucht oder einer wiederholten Straftat identifizieren zu können. Durch Erweiterung wurde diesen Zellen der Name „Leichenhalle“ zugewiesen. Die Hinterlegung einer Leiche im Châtelet wird zum ersten Mal durch ein Urteil des Prévôt de Paris vom 23. Dezember 1371 erwähnt. Ein anderes Urteil der Pariser Prévôt vom 1. September 1734 verbindet die niedrige Gefängniszelle (la basse géôle) erstmals mit der Identifizierung von Leichen.
Nachdem diese Zellen in einen anderen Teil des Châtelet verlegt worden waren, wurde die „Leichenhalle“ im 18. Jahrhundert der Exposition von Leichen zugewiesen, die auf öffentlichen Straßen gefunden wurden oder in der Seine ertrunken waren. Im 17. Jahrhundert wurden jede Nacht ungefähr fünfzehn Leichen gefunden. Die Filles hospitalières de Sainte-Catherine mussten sie waschen und auf dem Cimetière des Innocents bestatten. Der Polizeipräfekt Louis Nicolas Dubois ließ die Morgue im Zusammenhang mit dem Abriss des Châtelet an den Quai du Marché-Neuf umziehen.